# سنگ‌نوشته رازلیق
سنگ‌نوشته رازلیق مربوط به سدهٔ ۸ ق.م است و در شهرستان سرآب، بخش مرکزی، روستای رازلیق واقع شده و این اثر در تاریخ ۱ فروردین ۱۳۴۷ با شمارهٔ ثبت ۷۹۱ به‌عنوان یکی از آثار ملی ایران به ثبت رسیده است.